# Nacionalni park Waterberg
Nacionalni park Waterberg - nacionalni park u središnjoj Namibiji na visoravni Waterberg, 68 km istočno od Otjiwarongoa.
Visoravan Waterburg posebno je istaknuti položaj te se uzdiže visoko iznad ravnica Kalaharija u istočnoj Namibiji. Područje je proglašeno nacionalnim parkom 1972. Visoravan je u velikoj mjeri nedostupna, zbog čega su u ranim 1970-im ovdje prebačene neke ugrožene životinje, da ih se zaštiti od grabežljivaca i krivolova. Program je bio vrlo uspješan i ovaj nacionalni park sada opskrbljuje druge namibijske nacionalne parkove s rijetkim životinjama. 
Ovdje živi oko 200 različitih vrsta ptica i rijetke vrste malih antilopa.
Najstariji sloj stijena star je više od 850 milijuna godina, a postoje i tragovi dinosaura iz vremena prije oko 200 milijuna godina.
Prvi ljudi koji su ovdje živjeli bili su iz etničke skupine San, a ostavili su gravure na stijenama za koje se vjeruje da su stare nekoliko tisuća godina. 
U podnožju nacionalnog parka dogodila se bitka kod Waterberga između Nijemaca i etničke grupe Herero. Gotovo dvije trećine stanovništva Herero izgubili su živote, a oko tisuću njih pobjegli su u Bečuanu (sada Bocvana), gdje su dobili azil. Grobovi njemačkih vojnika koji su ovdje izgubili živote još uvijek se mogu vidjeti u podnožju parka. Ubijeno je 26 njemačkih vojnika.